# 子ぞうのエルマー
『子ぞうのエルマー』（こぞうのエルマー、原題：Elmer Elephant）（旧題：鼻のお手柄）は、ディズニーが1936年3月28日に公開したアニメ映画。ウィルフレッド・ジャクソン監督で、ディズニーによる『シリー・シンフォニー』の一篇。上映時間は8分。

## ストーリー
ジャングルに暮らす子象のエルマーは、トラの少女ティリーの誕生会に出かける。そこでいたずらっ子たちに長い鼻をからかわれ、しまいには追放されて悲しむが、たまたまそこを通りかかったキリンの老人に励まされる。その後、ティリーの家が火事になったという知らせが入る。サルの消防隊が苦戦を強いられる中、エルマーは一念発起し、長い鼻を生かしてティリーの救出に当たる。ようやく助け出すことに成功したエルマーを、みんなは英雄としてたたえるのだった。

## スタッフ
- キャスト：バーニス・ハンセン、ピント・コルヴィグ、クラレンス・ナッシュ
- 音楽：レイ・ハーリン
- アニメーター：アリ・エウゲスター、ポール・ホップキンズ、ミルト・キャヒー、ウォード・キンボール、ハミルトン・ルスク、ウルフギャング・レイザーマン、ミルト・スキャファー、エドワード・ストリックランド、ボブ・ウィッカーサム
- レイアウト：ファーディナンド・ハーバス
- 背景：マウリス・ノーブル

## 登場キャラクター
エルマー
主人公の無口の象。みんなに馬鹿にされ、孤立し自暴自棄になるが終盤ではティリーの危機を救い歓声を浴びた。
ティリー
ヒロイン。水色のワンピースを着ている。
ジョー
老人のキリン。昔長い首をバカにされたが、今は気にしていない。一人称は「ワシ」。
ペリカン
正装したペリカン。消火活動にも尽力した。
消防隊
サルの消防隊。ダチョウは隊長の車を引っ張った。七面鳥がサイレンを務めた。
炎
ティリーの家の火災をもたらした炎。割としぶとい。
ジョーイ
カバ。肺活量が多い。